# Jaime Pita Varela
Jaime Alberto Pita Varela (n. Betanzos, La Coruña, 13 de junio de 1944) es un político de Galicia (España), miembro del Partido Popular.

## Biografía
Nieto del diseñador del famoso Globo de Betanzos, Claudino Pita Pandelo, estudió técnicas directivas en las universidades de Santiago de Compostela y de Navarra, accediendo por oposición a la plaza de profesor de enseñanza primaria.
En 1983 se presentó como candidato a la alcaldía de Betanzos, por Alianza Popular. A pesar de la derrota obtuvo el cargo de concejal, que revalidaría en los años 1987, 1991 y 1995 (es las dos últimas ocasiones, ya bajo las siglas del Partido Popular). Igualmente, y desde 1991, Pita compaginó esta labor con la de diputado en el Parlamento de Galicia, del que formó parte desde la III hasta la VII legislaturas, y en el que fue portavoz del Partido Popular en las legislaturas V y VI. Son especialmente destacables en este período sus enfrentamientos verbales con la oposición, especialmente con Xosé Manuel Beiras, portavoz del Bloque Nacionalista Galego.
En 1999 es nombrado consejero de Presidencia y Administraciones Públicas de la Junta de Galicia, en el tercer gobierno de Manuel Fraga, razón por la que dimite como concejal en Betanzos. Mantiene su cargo en el siguiente gobierno de la Junta, y hasta la derrota del PP en las elecciones autonómicas de 2005. Pasaría entonces a ser vicepresidente segundo del Parlamento de Galicia, durante la VII legislatura.
Es viudo y padre de dos hijas.